# Коритничка врела
43° 14′ 33″ С; 22° 20′ 28″ И / 43.2425° С; 22.341111° И
Коритничка врела су крашка  врела у Коритничкој котлини, улегнуће у земљиној кори и специфичан геопростор на југоистоку Србије, у тектонском рову композитне долине-потолине средњег Понишавља, које поред Белопаланачке котлине чини и изворишни облук Црвене реке. Административно врела припадају општини Бела Паланака у Пиротском управном округу

## Географске одлике
Коритничка врела, која се хране водом са Суве планине, избијају у Коритничкој котлини, поред и у кориту Коритничке реке, непосредно код завршетка клисуре Бежишко ждрело на висини од око 420 m. Ово разбијено извориште  чине два стална и више мањих, периодских извора. Од њих почиње стални површински ток Коритничке реке.
Најјаче врело налази се уз десну страну корита, непосредно поред пута Бела Паланка – Бабушница. Од када је у мају 2008. године ограђено ниским бетонским зидом, издашност врела је од тада слабија. 
Нешто слабије врело налази се насупрот њему, уз леву страну корита, док се остали извори јављају на самом стеновитом дну корита реке, нешто узводније од претходна два.
На главном врелу избијају воде понорнице Бежишке реке. Осим водама Бежишке реке, Коритничка врела се хране крашким водама из шире сабирне области која обухвата североисточне падине Суве планине.